# 津田櫓冬
津田 櫓冬（つだ ろとう、1939年〈昭和14年〉2月 - 2020年〈令和2年〉11月）は、京都府熊野郡久美浜町（現・京丹後市）出身の絵本作家・イラストレーター。

## 経歴
1939年（昭和14年）2月、京都府熊野郡久美浜町（現・京丹後市）に津田要一の三男として生まれた。本名は津田宏（つだひろし）。東京芸術大学に進学し、工芸科でグラフィックを専攻した。図書印刷株式会社に勤務した後に独立し、児童書などのイラストを手掛けた。
1986年（昭和61年）、蜂谷緑作で津田櫓冬が挿絵を担当した『ミズバショウの花いつまでも 尾瀬の自然を守った平野長英』（佼成出版社）が第40回毎日出版文化賞を受賞した。1987年（昭和62年）には岸川悦子作で津田櫓冬が挿絵を担当した『わたし、五等になりたい!』（大日本図書）が第34回産経児童出版文化賞に推薦された。

## おもな作品

### 挿絵
- いぬいとみこ 作、津田櫓冬 絵『トビウオのぼうやはびょうきです』金の星社、1982年
- 中野幸隆 作、津田櫓冬 絵『黒いチョウの秘密』小峰書店、1992年
- 宮沢賢治 文、津田櫓冬 絵『狼森と笊森，盗森』ほるぷ出版、1992年
- 岸川悦子 作、津田櫓冬 絵『わたし、五等になりたい！』大日本図書、1992年
- 子どもと文学の会 編、津田櫓冬 絵『あの風をわすれない』国土社、1992年
- 内藤里永子、吉田映子 編訳、津田櫓冬 絵『むし むし むしがいっぱい』大日本図書、1993年
- 内藤里永子、吉田映子 編訳、津田櫓冬 絵『とり とり とりがいっぱい』大日本図書、1993年
- 蓬菜泰三 作、津田櫓冬 画『ツルのみずうみ』カワイ出版、1993年
- 野添憲治 著、津田櫓冬 画『塩っぱい河をわたる』福音館書店、1994年
- 高橋忠治 文、津田櫓冬 絵『じろばたとんとん』かど創房、1994年
- 斉藤きみ子 作、津田櫓冬 絵『魚をよぶ森』佼成出版社、1994年
- 松野正子作、津田櫓冬 絵『かんすけさんとふしぎな自転車』大日本図書、1995年
- 代田昇 編、津田櫓冬 画『ボワンドキドキ あっ、ていでん』国土社、1996年
- 鈴田純子、上堀内喜子、しみずともこ、土橋由紀子、金子美子、下道容子作、代田昇 編、津田櫓冬 画『九月二十六日午後七時三分 停電』国土社、1997年
- 桜井信夫 著、津田櫓冬 画『少年長編叙事詩 ハテルマシキナー よみがえりの島・波照間』かど創房、1998年
- 山脇あさ子 作、津田櫓冬 絵『ピンチヒッター日の神さん』草炎社、1999年[1]